# Uranophora levata
Uranophora levata là một loài bướm đêm thuộc phân họ Arctiinae, họ Erebidae.